# Heidi Kirste
Heidi Kirste (* 27. Februar 1966 in Dannenberg) ist eine deutsche Sportlerin im Rollstuhlbasketball.
Nach einem Reitunfall mit 14 Jahren begann Heidi Kirste während der medizinischen Rehabilitation mit Rollstuhlbasketball. Mit 18 Jahren wurde sie als Spielerin der Deutschen Rollstuhlbasketball-Nationalmannschaft Olympiasiegerin. Sie war unter anderem Olympiabotschafterin der Stadt Hamburg. Bei den Sommer-Paralympics 2000 in Sydney führte sie als Fahnenträgerin die deutsche Mannschaft an. Nach den Sommer-Paralympics 2004 in Athen beendete sie nach 215 Länderspielen ihre internationale Laufbahn.
Nach dem Ende ihrer aktiven Laufbahn war Kirste als Trainerin tätig. So baute sie die Nationalmannschaft der U25-Juniorinnen im Rollstuhlbasketball auf und war 2011 Cheftrainerin bei der ersten U25-WM in Kanada. Zudem engagierte sie sich beim RSC Hamburg und dem Hamburger SV um die Nachwuchsförderung.

## Rollstuhlbasketball
- von 1983 bis 2004 Nationalspielerin
- Paralympics 1984 in Stoke Mandeville (England): Gold
- Weltmeister 1986
- Paralympics 1988 in Seoul: Silber
- Vize-Weltmeister 1990
- Paralympics 1996 in Atlanta
- Deutsche Meisterin 1998 und 1999[3]
- Paralympics 2000 in Sydney
- Paralympics 2004 in Athen
- Siegerin des Hamburg-Marathon 1992